# 베를린 지하철 4호선
베를린 지하철 4호선(독일어: U-Bahn-Linie 4) 또는 U4는 베를린 지하철의 노선 중 하나로, 총 연장 2.9 km에 5개 역이 있다. 쇠네베르크 지역 내에서만 운행하며 놀렌도르프 광장과 인스브루크 광장을 잇는다. 1914년 이전에 개업한 U1, U2, U3 노선과 함께 소형 규격(Kleinprofil) 노선에 속한다.
이 노선은 현재 베를린의 일부인 쇠네베르크가 독립시였던 1910년 12월에 개통했으며 당시 시 재정만으로 건설된 최초의 노선이다. 베를린 지하철에서 가장 짧은 노선이기도 하다.

## 역 목록
| 코드명 | 역명 (한국어)         | 역명 (독일어)        | 접속 노선       | 영업 거리 | 소재지               | 소재지     |
| ------ | --------------------- | -------------------- | --------------- | --------- | -------------------- | ---------- |
| Nm     | 놀렌도르프플라츠      | Nollendorfplatz      | U1 · U2 · U3    | 0.0       | 템펠호프쇠네베르크구 | 쇠네베르크 |
| V      | 빅토리아루이제플라츠  | Viktoria-Luise-Platz |                 | 0.9       | 템펠호프쇠네베르크구 | 쇠네베르크 |
| Bpo    | 바이에리셔 플라츠     | Bayerischer Platz    | U7              | 1.7       | 템펠호프쇠네베르크구 | 쇠네베르크 |
| RS     | 라트하우스 쇠네베르크 | Rathaus Schöneberg   |                 | 2.4       | 템펠호프쇠네베르크구 | 쇠네베르크 |
| Ipo    | 인스브루커 플라츠     | Innsbrucker Platz    | S41 · S42 · S46 | 2.9       | 템펠호프쇠네베르크구 | 쇠네베르크 |